# 1715
1715 (MDCCXV) a fost un an obișnuit al calendarului gregorian, care a început într-o zi de luni.

## Evenimente

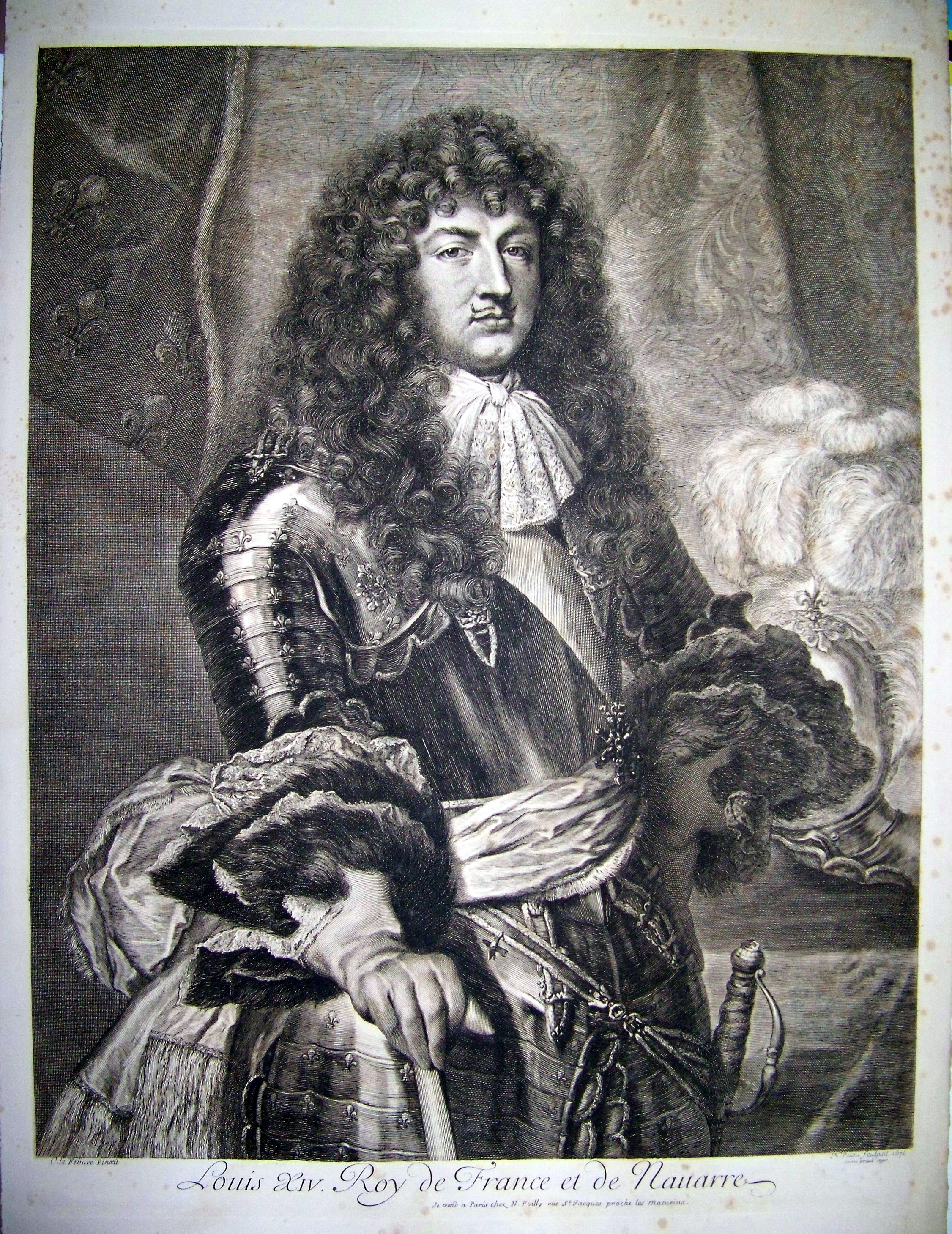
1 septembrie: Moartea regelui Ludovic al XIV-lea al Franței la vârsta de 76 de ani. Aici regele în 1670 la vârsta de 32 de ani.

- 6 februarie: Tratatul de la Utrecht între Spania și Portugalia.
- 24 martie: Viitorul rege Frederic I al Suediei se căsătorește cu Prințesa Ulrica Eleonora, sora regelui Carol al XII-lea al Suediei.
- 3 mai: În Anglia și Europa de Nord se observă o eclipsă totală de soare, care a fost prezisă cu exactitate de către Edmund Halley, și, prin urmare, este cunoscută sub numele de eclipsa Halley.
- 24 iulie: O flotă spaniolă formată din 10 nave, având o comoară la bord, condusă de generalul Don Juan Ubilla pleacă din Havana, Cuba având destinația Spania. Șapte zile mai târziu, nouă dintre ele se scufundă lângă coasta Floridei ca urmare a unei furtuni (câteva secole mai târziu comoara este recuperată din aceste epave).
- 1 septembrie: Regele Ludovic al XIV-lea al Franței (Regele Soare sau Ludovic cel Mare) moare după o domnie de 72 de ani, din cauza unei indigestii, lăsând tronul strănepotului său Ludovic al XV-lea. Regent pentru monarhul de numai 5 ani a fost Filip al II-lea, Duce de Orléans, nepotul de frate al regelui Ludovic al XIV-lea.
- 24 decembrie: Trupele suedeze ocupă Norvegia.

### Nedatate
- Ridicarea Mănăstirii Antim din București de către călugărul Antim Ivireanu.

## Nașteri
- 26 februarie: Claude Adrien Helvétius, filosof francez (d. 1771)
- 23 octombrie: Împăratul Petru al II-lea al Rusiei (d. 1730)
- 8 noiembrie: Elisabeth Christine de Brunswick-Wolfenbüttel, soția regelui Prusiei Frederic cel Mare (d. 1797)
- 27 decembrie: András Adányi, scriitor, poet și călugăr iezuit maghiar (d. 1795)

## Decese
- 7 ianuarie: François Fénelon (n. François de Salignac de La Mothe-Fénelon), 63 ani, teolog și scriitor francez (n. 1651)
- 8 martie: William Dampier, 63 ani, marinar, explorator și pirat englez (n. 1651)
- 8 mai: Maria Mancini, 75 ani, nepoata Cardinalului Mazari și metresa regelui Ludovic al XIV-lea (n. 1639)
- 1 septembrie: Ludovic al XIV-lea al Franței (n. Louis Dieudonné de France), 76 ani (n. 1638)
- 15 octombrie: Humphry Ditton, 40 ani, matematician englez (n. 1675)
- 17 octombrie: Ernest, Duce de Saxa-Hildburghausen, 60 ani (n. 1655)
- 2 noiembrie: Charlotte Christine de Brunswick-Lüneburg (n. Charlotte Christine Sophie von Braunschweig-Wolfenbüttel), 21 ani, soția Țareviciului Alexei al Rusiei (n. 1694)
- 24 noiembrie: Hedwig Eleonora de Holstein-Gottorp, 79 ani, soția regelui Carol al X-lea al Suediei (n. 1636)